# Cominella olsoni
Cominella olsoni là một loài predatory ốc biển, là động vật thân mềm chân bụng sống ở biển trong họ Buccinidae, the true whelks.